# あき (漫画家)
あきは、日本の女性漫画家・イラストレーター。

## 作品リスト

### 漫画
- 歌姫  - 『マガジンZERO』連載。「ダリカ」を併録。
- オリンポス - 『コミックZERO-SUM』連載。
- 花祭 - 『Daria』、『マガジンBE×BOY』掲載。
- A・D -天使の嘘- - 『クロフネZERO』連載中。
- アルオスメンテ - 『コミックZERO-SUM増刊WARD』連載中。
- エルハンブルグの天使 - 『幻想異界』、『haruca』掲載。
- 彼岸の石 - 『haruca』連載。
- 復讐を誓った白猫は竜王の膝の上で惰眠をむさぼる - 原作：クレハ、キャラクター原案：ヤミーゴ、『ComicWalker（FLOSコミック）』連載中。

### ドラマCD
- 歌姫 - リブレ出版、2008年11月26日発売。
- オリンポス - フロンティアワークス、2009年9月18日発売。

### 挿画・挿絵
- ヴィクトリアン・ローズ・テーラーシリーズ （著者：青木祐子、集英社コバルト文庫）
- シュガーアップル・フェアリーテイルシリーズ （著者：三川みり、角川書店ビーンズ文庫）
- ヴェルアンの書シリーズ （著者：榎木洋子、小学館ルルル文庫）
- ナチュラルな関係 （著者：藤井栞、オークラ出版アイスノベルズ）
- 楽園のとなり （著者：河上朔、イースト・プレスレガロシリーズ）
- 英国マザーグース物語シリーズ （著者：久賀理世、集英社コバルト文庫）
- 札幌アンダーソングシリーズ （著者：小路幸也、角川書店）※文庫版も担当
- シンデレラ伯爵家の靴箱館シリーズ （著者：仲村つばき、KADOKAWAビーズログ文庫）
- 浪漫邸へようこそシリーズ（著者：深山くのえ、小学館ルルル文庫）
- さまよえる本に結末を ウィルブック・ハンターあるいは甘い憂鬱 （著者：秋杜フユ、集英社コバルト文庫）
- 猫乃木さんのあやかし事情シリーズ（著者：望月もらん、KADOKAWAビーンズ文庫）
- 箱入り王女の災難シリーズ（著者：三川みり、KADOKAWAビーンズ文庫）
- 悪役令嬢、時々本気、のち聖女。シリーズ（著者：もり、主婦と生活社PASH!ブックス）
- 隠れ姫いろがたりシリーズ（著者：深山くのえ、小学館ルルル文庫）
- イングテッドの怪盗令嬢シリーズ（著者：伊藤たつき、KADOKAWAビーンズ文庫）
- 緋色の聖女に接吻を -白き翼の悪魔-（著者：葵木あんね、小学館ルルル文庫）
- 眠れない王様のお休み係（著者：宇津田晴、小学館ルルル文庫）
- 犬恋花伝 -青銀の花犬は誓約を恋う-（著者：瑚池ことり、集英社コバルト文庫）
- 御伽噺を翔ける魔女（著者：山本風碧、KADOKAWAビーズログ文庫アリス）
- 傍観者の恋（著者：ナツ、Jパブリッシングフェアリーキス）
- 幽冥食堂「あおやぎ亭」の交遊録（著：篠原美季、講談社X文庫ホワイトハート）
- ナヅルとハルヒヤ 花は煙る、鳥は鳴かない（著：乃村波緒、集英社オレンジ文庫）
- 漫画家先生とメシスタント（著：仲村つばき、KADOKAWA富士見L文庫）
- 「勇者様、どうかこの世界をお救いください」「やだ」（著：五十鈴スミレ、一迅社アイリスNEO）
- 死の森の魔女は愛を知らない（著：浅名ゆうな、KADOKAWA富士見L文庫）
- ブルーローズ・マーキュリー（著：、佐倉ユミ、集英社コバルト文庫）

### アンソロジー
- うたの☆プリンスさまっ♪アンソロジー（原作：紅ノ月歌音/ブロッコリー、リブレ出版）
- 刀剣乱舞-ONLINE- ノベル＆イラストアンソロジー -桜-（原案：刀剣乱舞-ONLINE-（DMMゲームズ/Nitroplus）、ビーズログ文庫アリス）
- KING OF PRISM by PrettyRhythmノベル&イラストアンソロジー（原作：タカラトミーアーツ/シンソフィア、ビーズログ文庫アリス）